# Lahannya
Lahannya är en brittisk sångerska, låtskrivare och discjockey. Lahannya är också namnet på hennes band som spelar heavy metal med elektroniska influenser. Medlemmarna kommer från Storbritannien, Tyskland och Schweiz. Hon har spelat på stora festivaler som M'Era Luna så sent som 2013 och släppt tre fullängdsalbum och två EP-skivor. Hon har också varit discjockey på alternativklubbarna Slimelight i London och Berghain i Berlin.

## Musik

### Album
- 2007: Shotgun Reality
- 2009: Defiance
- 2011: Dystopia[3]
- 2013: Sojourn

### EP
- 2000: Drowning EP
- 2008: Welcome to the Underground EP